# Katholieke Radio Omroep

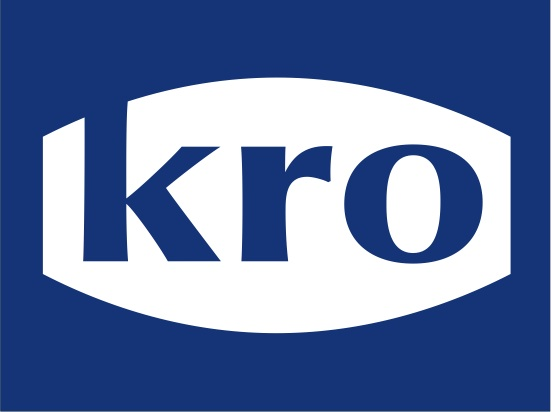
Logo des KRO um 2011

Der Katholieke Radio Omroep (KRO) war eine öffentlich-rechtliche Rundfunkorganisation (niederländisch: Publieke Omroepvereniging) in den Niederlanden, die von 1925 bis 2018 bestand. Er war einer der Mitgliedsverbände des Nederlandse Publieke Omroep (NPO) und sprach das katholische Publikum an. Dann fusionierte er mit der protestantischen Nederlandse Christelijke Radio Vereniging (NCRV) zur KRO-NCRV.

## Entstehung und Bedeutung

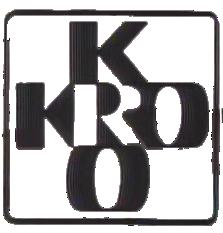
KRO-Logo im Jahr 1974

Der KRO wurde am 23. April 1925 vom Dominikanerpater Lambert Hendricus Perquin als Bond van R.-K. Radio Vereenigingen („Bund römisch-katholischer Radiovereinigungen“) gegründet und erhielt im Juni 1926 den Namen KRO. Nach dem Sendezeitbeschluss (Zendtijdbesluit) vom 15. Mai 1930 teilte sich KRO die Programmplätze auf dem Sender Huizen gleichberechtigt mit der evangelisch-reformierten Nederlandse Christelijke Radio Vereniging (NCRV)
Neben der NCRV, der sozialistischen VARA, dem liberalen AVRO und dem freisinnig-protestantischen VPRO, war KRO ab 1947 einer der fünf Mitgliedsverbände der Nederlandse Radio Unie (NRU), ab 1951 auch der Nederlandse Televisie Stichting (NTS) bzw. ab 1969 der fusionierten Nederlandse Omroep Stichting (NOS). Anders als die deutsche ARD war der öffentliche Rundfunk der Niederlande traditionell nicht nach Regionen, sondern nach Konfessionen bzw. Weltanschauungen gegliedert, was mit dem Phänomen der Verzuiling („Versäulung“) der Gesellschaft zusammenhing.
Einzelpersonen können Mitglieder ihrer jeweils bevorzugten Rundfunkanstalt werden. Die Mitgliederzahl beeinflusst, wie stark der jeweilige Verband innerhalb des NPO vertreten ist. Im Jahr 2014 hatte der KRO 443.862 Mitglieder. Bis zu seiner Auflösung gehörte er damit zu den großen Mitgliedsverbänden mit „A-Status“. Die Anstalten betrieben keine eigenen Sender, sondern bekamen jeweils Programmplätze auf den gemeinsamen Radio- und Fernsehsendern der NOS eingeräumt.

## Programme

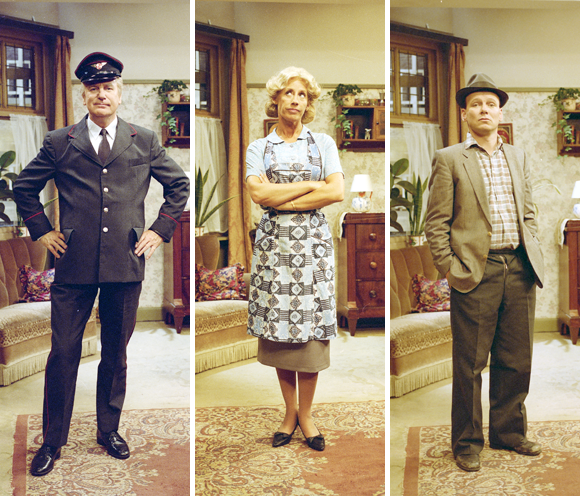
Hauptfiguren von Toen was geluk heel gewoon

Als katholischer Sender übertrug KRO unter anderem Gottesdienste der römisch-katholischen Kirche. Dabei kooperierte die KRO oft mit der Omroep RKK (Abkürzung für Rooms-Katholiek Kerkgenootschap), die KRO lieferte auch sämtliche Programme dieses 2.42-Senders.
KRO produzierte aber auch Unterhaltungssendungen, zum Beispiel:
- Boer zoekt vrouw, die niederländische Adaption von Bauer sucht Frau
- die 1,2,3 show, die von 1983 bis 1986 lief. Die erste Staffel wurde von Rudi Carrell moderiert, der die Show unter dem Namen Die verflixte 7 später auch nach Deutschland brachte
- Ook dat nog!, eine Adaption der britischen Show That’s Life, die deutsche Adaption Wie bitte?! orientierte sich am niederländischen Ableger
- die Soundmixshow, die von 1985 bis 1989 von der KRO produziert wurde und einige bekannte Künstler wie Gerald Joling und Helmut Lotti hervorbrachte. 1990 wechselte die Sendung zu RTL 4. Auch diese Show war in Deutschland zu sehen.
- die Sitcom Toen was geluk heel gewoon, sie lief von 1994 bis 2009 und basierte auf der US-Sitcom The Honeymooners.

Für Aufsehen sorgte die 2004 ausgestrahlte Show De Grootste Nederlander, bei der Pim Fortuyn zum Sieger gekürt wurde, obwohl Wilhelm von Oranien die meisten Stimmen erhielt. Es handelte sich hierbei um eine technische Panne, das Ergebnis wurde aber beibehalten.

## Auflösung
Am 1. Januar 2014 fusionierte die KRO mit RKK und der NCRV zum neuen Verband KRO-NCRV, in einer Übergangsphase traten die Programme noch eigenständig auf. KRO und NCRV kooperierten schon früher, ab Ende der achtziger Jahre strahlten beide Veranstalter ihre Fernsehprogramme vorwiegend auf NPO 1 aus, bis 2006 eine Programmreform in Kraft trat, wodurch ihre Sendungen über alle Sender verteilt liefen. Nach Ende der Übergangszeit wurde KRO zum 31. Dezember 2018 endgültig aufgelöst.